# Cremenari
Cremenari – wieś w Rumunii, w okręgu Vâlcea, w gminie Galicea. W 2011 roku liczyła 457 mieszkańców.